# Втеча мерця
Втеча мерця (англ. Dead Man's Run) — американський фільм 2001 року.

## Сюжет
Пари відпочивальників надали допомогу пораненому чоловіку. Ця добра справа приводить їх у свій найгірший кошмар.

## У ролях
- Джон Севедж — Карвер
- Джо Лара — Дерек
- Еріка Рошен — Шарі
- Діана Бартон — Мона
- Тревор Годдар — Джейсон
- Джей Майкл Фергюсон — молодий Карвер
- Дж.Дж. Джонстон — детектив 1